# Aphelodoris varia
Aphelodoris varia là một loài sên biển mang trần thuộc nhánh Doridacea, là động vật thân mềm chân bụng không vỏ sống ở biển trong họ Discodorididae.

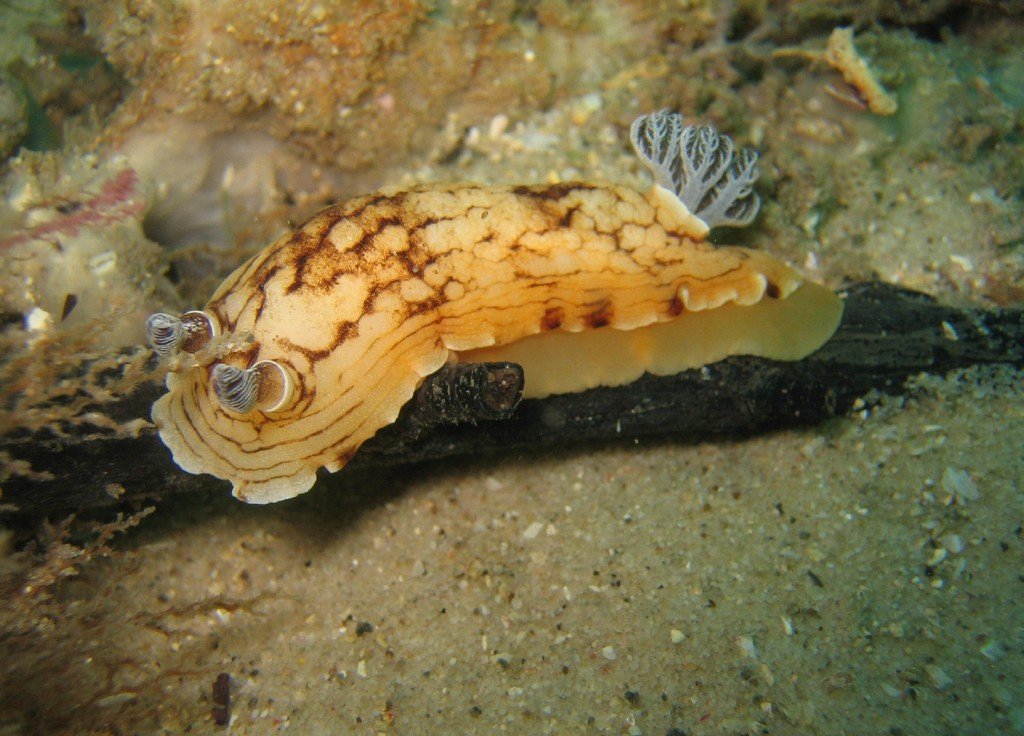
Aphelodoris varia

## Hình ảnh

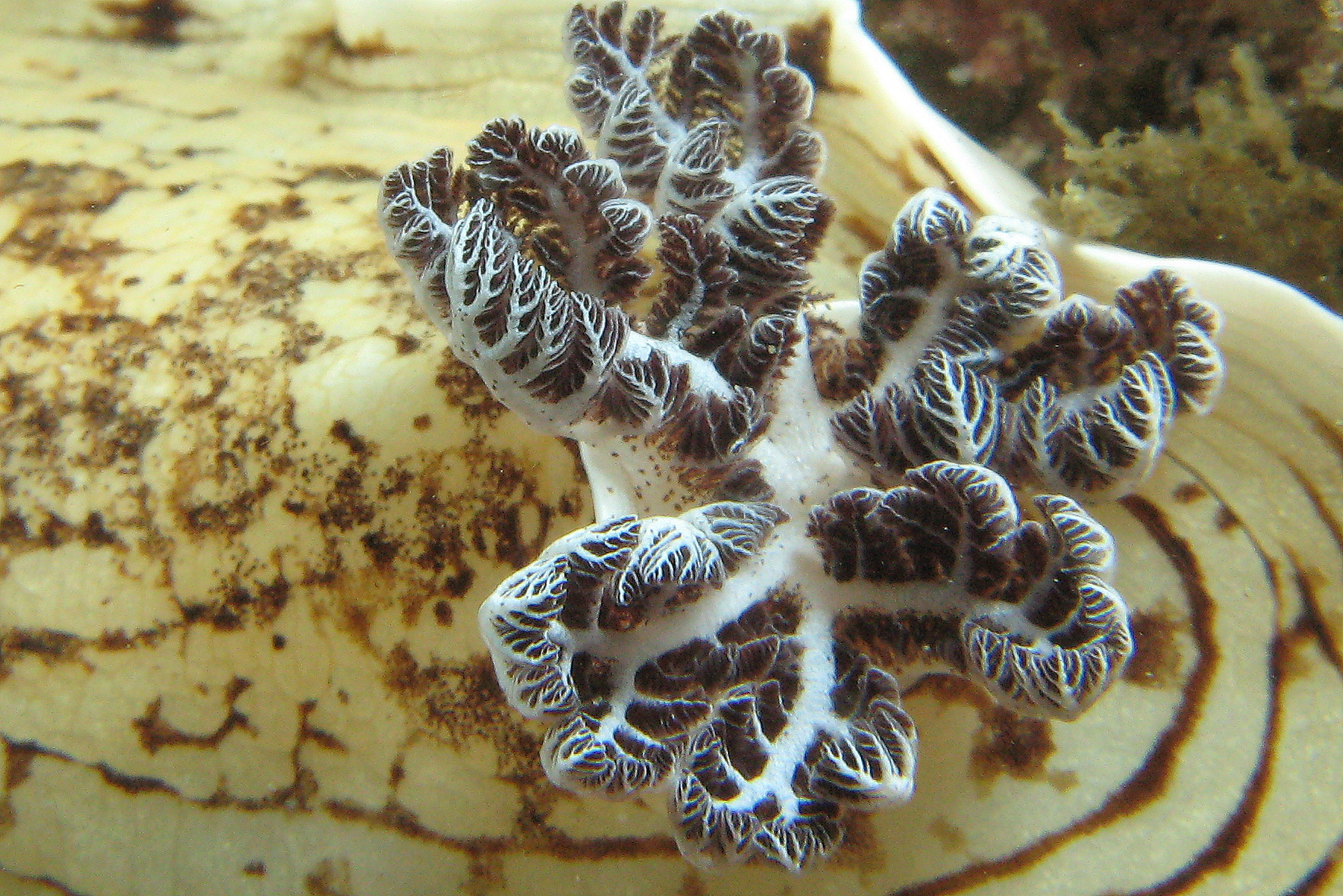
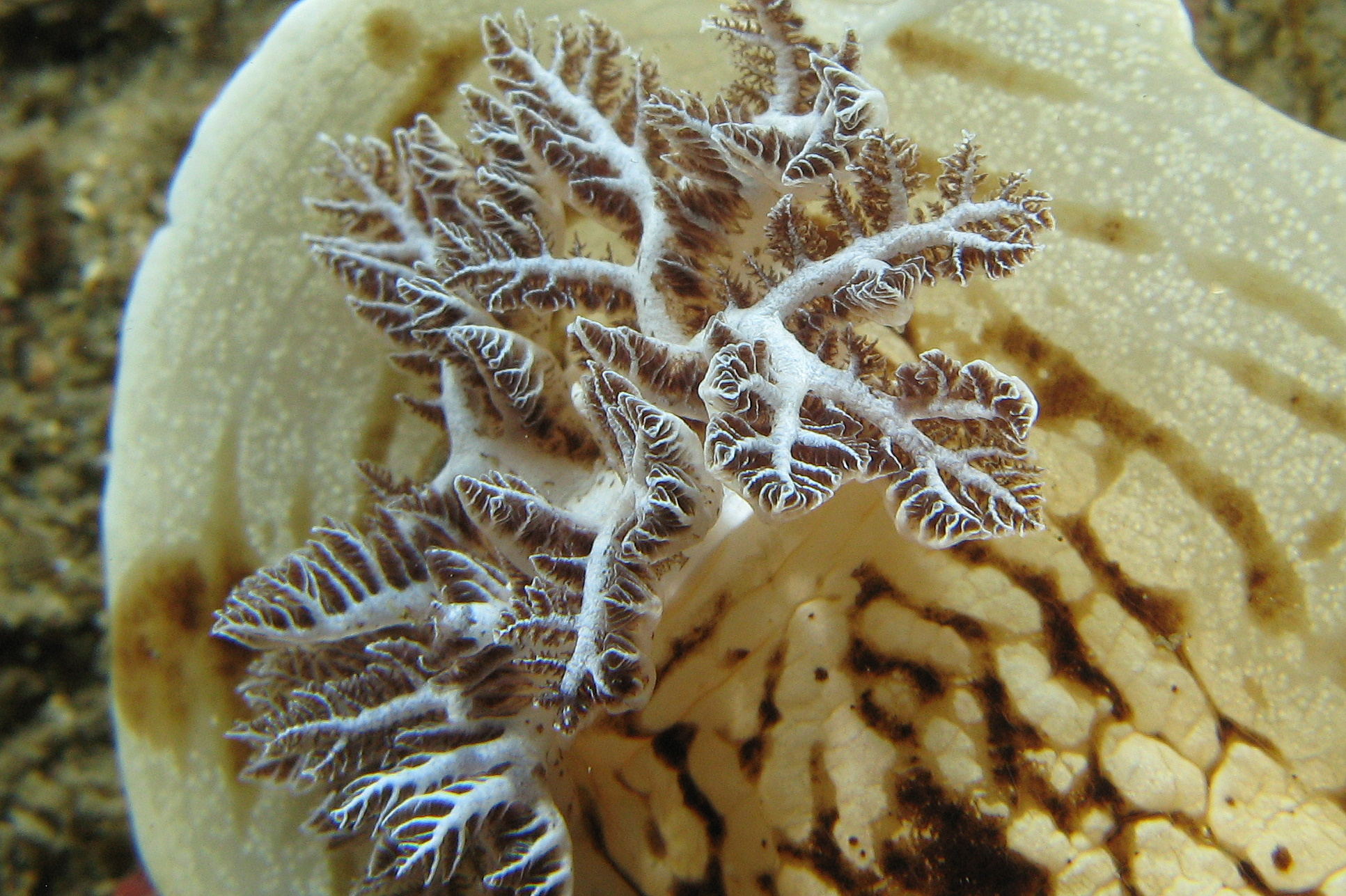
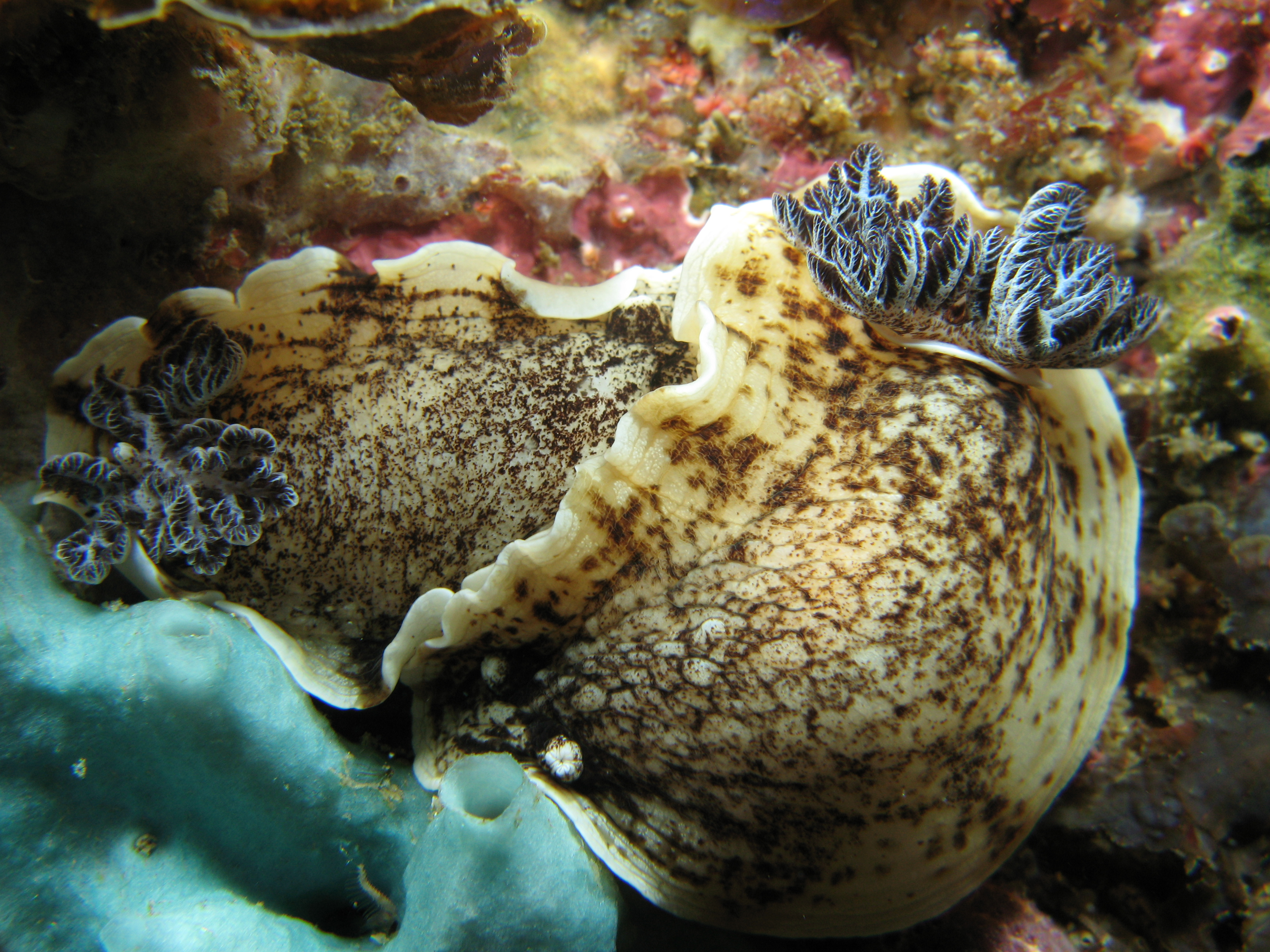
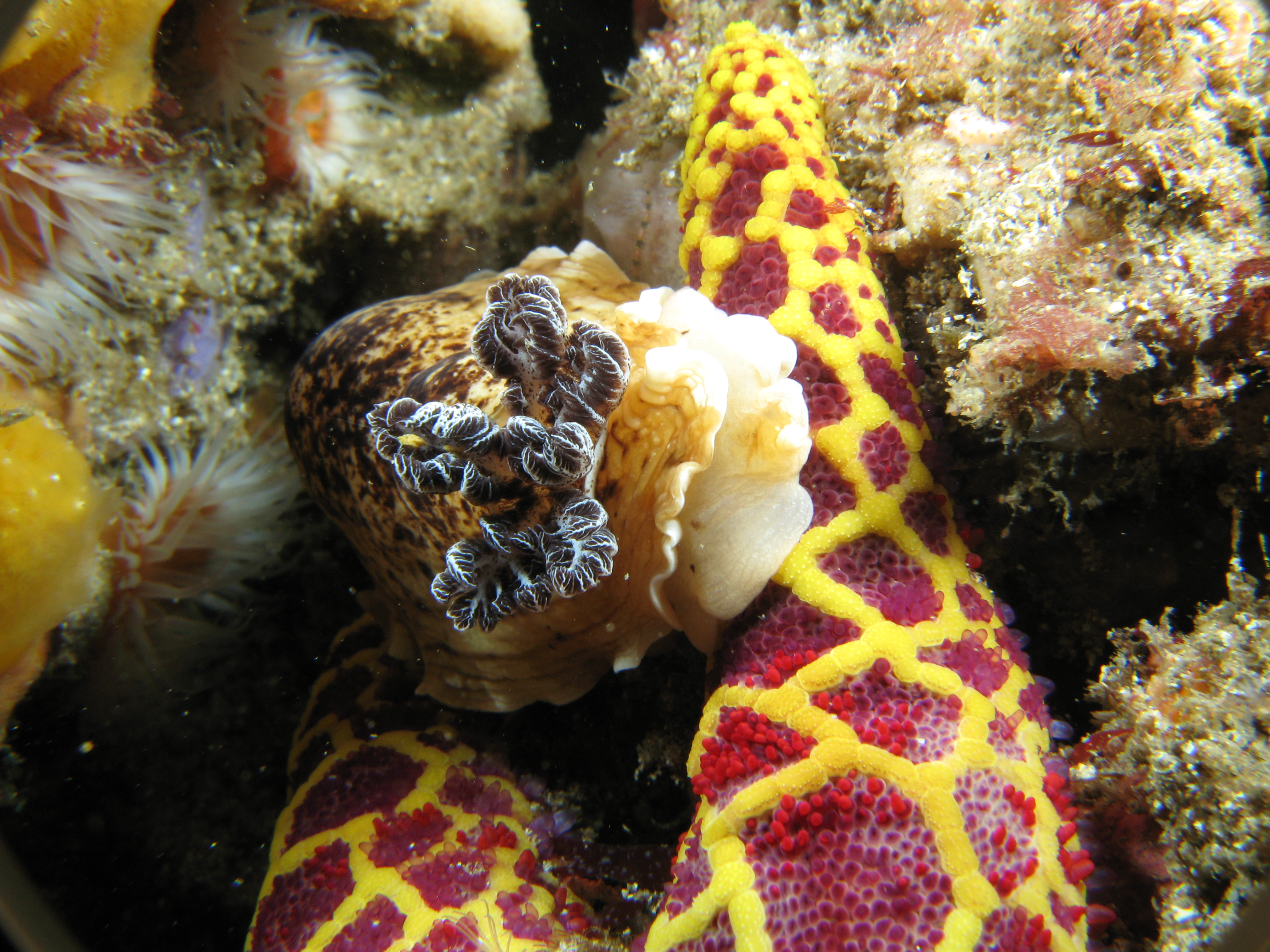